# 布萊恩 (堪薩斯州)
布萊恩（英語：Blaine）是位於美國堪薩斯州波特瓦特米縣的一個非建制地區。

## 地理
布萊恩所處的海拔為高於海平面459米（即1506英呎），而該地所採用的時區為UTC-6，即北美中部時區（CST）。同時該地設有夏令時間，為UTC-6調快一小時，即UTC-5（CDT）。